# Rezerwat przyrody Woskownica
Rezerwat przyrody Woskownica – rezerwat torfowiskowy położony na terenie gminy Brody w powiecie żarskim (województwo lubuskie).
Obszar chroniony utworzony został 4 stycznia 2013 r. na podstawie Zarządzenia nr 58/2012 Regionalnego Dyrektora Ochrony Środowiska w Gorzowie Wielkopolskim z dnia 18 grudnia 2012 r. w sprawie uznania za rezerwat przyrody (Dz. Urz. Woj. Lub. z dnia 20.12.2012 r. poz. 2828). W 2015 doprecyzowano opis tutejszego ekosystemu, uznając go za podtyp torfowisk bagiennych.
Obszar chroniony ma powierzchnię 9,53 ha, wokół niego utworzono strefę ochronną (otulinę) o powierzchni 25,33 ha. Jego teren podlega ochronie w ramach większego obszaru Natura 2000 „Mierkowskie Wydmy”. Rezerwat jest położony ok. 4 km na wschód od wsi Jałowice.
Cel ochrony w rezerwacie stanowi „zachowanie stanowiska woskownicy europejskiej (Myrica gale)”. Jest to najdalej wysunięte na południe stanowisko tego gatunku, który w Polsce występuje poza tym jedynie w strefie przymorskiej. Znajduje się ono w nasadzeniach świerkowo-sosnowych porastających jej oryginalne siedlisko. Wyróżniają się tutaj również inne gatunki z czerwonej księgi roślin: narecznica grzebieniasta, sit ostrokwiatowy i goryczka wąskolistna. Według stanu na październik 2020 rezerwat nie posiada planu ochrony ani zadań ochronnych.